# 水兵和建設者蘇維埃共和國
水兵和建设者苏维埃共和国（俄语：Советская республика матросов и строителей），又称奈斯苏维埃共和国（Советская республика Найссаара），是1917年—1918年驻守在今爱沙尼亚共和国境内的奈斯岛的俄罗斯海军官兵组建的一个苏维埃政权。

## 概述
沙皇俄国土崩瓦解之后，俄国临时政府在1917年4月授予爱斯特兰省民族自治权。当地很快便选举出了一届“地方自治会”，并宣布该地方自治会是爱斯特兰省最高政权的唯一体现者。但不久以后，爱斯特兰省的布尔什维克就解散了地方自治会，爱斯特民族主义者被迫转入地下。与此同时，1917年12月，驻守在塔林以北的奈斯岛上的俄罗斯海军官兵起义，征用该岛，宣布成立一个独立的“社会主义共和国”，通称“水兵和建设者苏维埃共和国”，由舰队中彼得罗巴甫洛夫斯克号战舰上的海军军官斯捷潘·马克西莫维奇·彼得里琴科担任领导人。俄罗斯海军官兵人数大约为80－90人，组建了政府并向当地居民征税。
1918年2月24日，利用苏俄红军撤退后、德意志帝国军队入侵前的权力真空机会，地方自治会元老院宣布“爱沙尼亚共和国”独立，并组成了一个临时政府。第二天，德军进驻塔林。德国占领当局既不承认爱沙尼亚临时政府，也不承认爱斯特兰的独立。2月26日，德军占领奈斯岛，岛上的苏维埃政府被迫解散。俄罗斯海军官兵们后又搭乘波罗的海舰队的舰船逃至喀琅施塔得，来到喀琅施塔得的彼得里琴科后来又在喀琅施塔得水兵起义中发挥了重要作用。
1918年11月14日，已经独立的爱沙尼亚派代表到奈斯岛上访问，发现岛上有一座由50名德军士兵组建的监狱，共有300人被关押在狱中，其中包括不愿撤离该岛的政治犯。

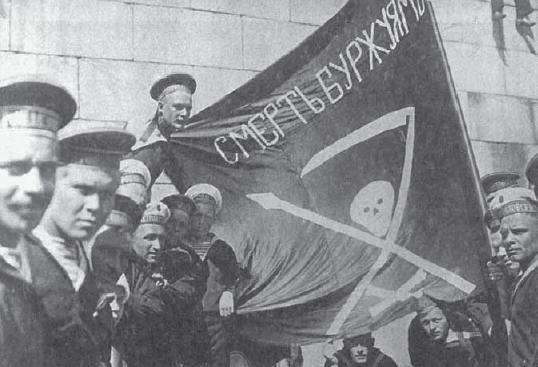
1917年夏，芬兰内战之前，俄罗斯海军官兵在停泊在赫尔辛基港的彼得罗巴甫洛夫斯克号战舰上亮出带有“资产阶级去死”字样的黑色旗帜。